# Alexandre Andreïevitch Beklechov
Alexandre Andreïevitch Beklechov, en russe Алекса́ндр Андре́евич Беклешо́в, né le 12 mars 1743, mort le 24 juillet 1808 à Riga, homme politique russe sous les règnes de Paul Ier de Russie et d'Alexandre Ier de Russie
Il fut procureur général du 7 juillet 1799 au 2 février 1800 puis du 16 mars 1801 au 8 septembre 1802. Maire de Moscou de 1804 à 1806. Il fut le dernier procureur général, ces fonctionnaires porteront désormais le nom de ministres de la Justice.